# Euphyia phaeotaeniata
Euphyia phaeotaeniata är en fjärilsart som beskrevs av Kautz 1922. Euphyia phaeotaeniata ingår i släktet Euphyia och familjen mätare. Inga underarter finns listade i Catalogue of Life.